# Maria Pia von Bourbon-Sizilien

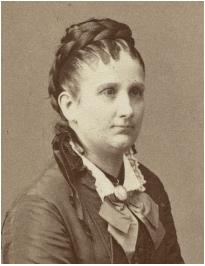
Maria Pia von Bourbon-Sizilien

Maria Pia della Grazia di Borbone (* 2. August 1849 in Gaeta; † 29. September 1882 in Biarritz) war eine Prinzessin beider Sizilien.

## Leben
Maria Pia war die Tochter von König Ferdinand II. beider Sizilien und Erzherzogin Maria Theresia von Österreich.
Sie heiratete am 5. April 1869 in Rom den Herzog Robert I. von Bourbon-Parma, Sohn von Herzog Karl III. von Parma und Louise Marie Thérèse d’Artois, königliche Prinzessin von Frankreich.

## Nachkommen
Einige Kinder waren geistig oder körperlich behindert. Dies ergab sich durch die nahe Verwandtschaft zwischen Herzog Robert und Maria Pia, die Cousin und Cousine zweiten Grades waren. Aus der Ehe gingen zwölf Kinder hervor:
- Marie Louise (1870–1899) ⚭ 1893 Fürst und späteren König Ferdinand I. von Bulgarien
- Ferdinand Maria Karl (1871–1872)
- Luisa Maria Annunziata (1872–1943)
- Heinrich (1873–1939)
- Maria Immaculata (1874–1914)
- Joseph (1875–1950)
- Maria Teresa Pia (1876–1959)
- Maria Pia Antoinetta (1877–1915)
- Beatrice Colomba (1879–1946)
- Elias von Bourbon-Parma (1880–1959) ⚭ 1903 Erzherzogin Maria Anna von Österreich-Teschen (1882–1940)
- Maria Anastasia (*/† 1881)
- Augusta (*/† 1882)

Herzogin Maria Pia starb am 29. September 1882 im Alter von 33 Jahren in Biarritz, eine Woche nach der Geburt ihres letzten Kindes. Herzog Robert heiratete 1884 in zweiter Ehe Maria Antonia von Portugal. Sein bekanntestes Kind aus dieser zweiten Ehe war die spätere Kaiserin Zita von Österreich.